# Uccelli nidificanti in Italia
Questa voce elenca tutte le specie di uccelli di cui è stata riscontrata una nidificazione in Italia negli ultimi 10 anni. La lista comprende sia gli uccelli stanziali, che migratori e che vengono in Italia solo per il periodo della riproduzione in primavera e, più in generale, tutte le specie la cui nidificazione  sul territorio italiano, seppur saltuaria o comunque rara, sia avvenuta almeno una volta negli ultimi 10 anni. Questa lista è basata sulla Lista 2020 degli uccelli italiani redatta dal Commissione Ornitologica Italiana (COI) che opera nell’ambito del Centro Italiano di Studi Ornitologici (CISO).

## Lista in ordine tassonomico
Di seguito la lista degli uccelli che nidificano in Italia suddivisi per Ordine e successivamente per Famiglia tassonomica. Nelle tabelle oltre al nome comune e al nome scientifico, lo stato di conservazione secondo la classificazione IUCN, la Categoria AERC e la foto.

### Galliformi
| Famiglia     | Nome comune           | Nome scientifico                       | Stato di conservazione | Cat. AERC | Immagine |
| ------------ | --------------------- | -------------------------------------- | ---------------------- | --------- | -------- |
| Odontoforidi | Colino della Virginia | Colinus virginianus (Linneo, 1758)     |                        | C11       |          |
| Fasianidi    | Quaglia comune        | Coturnix coturnix (Linneo, 1758)       |                        | A11       |          |
| Fasianidi    | Coturnice             | Alectoris graeca (Meisner, 1804)       |                        | AC11      |          |
| Fasianidi    | Chukar                | Alectoris chukar (Gray, 1830)          |                        | C11       |          |
| Fasianidi    | Pernice sarda         | Alectoris barbara (Bonnaterre, 1791)   |                        | C11       |          |
| Fasianidi    | Pernice rossa         | Alectoris rufa (Linneo, 1758)          |                        | AC11      |          |
| Fasianidi    | Francolino di Erckel  | Pternistis erckelii (Rüppell, 1835)    |                        | C11       |          |
| Fasianidi    | Francolino nero       | Francolinus francolinus (Linneo, 1766) |                        | C11       |          |
| Fasianidi    | Fagiano comune        | Phasianus colchicus (Linneo, 1758)     |                        | C11       |          |
| Fasianidi    | Starna                | Perdix perdix (Linnaeus 1758)          |                        | AC11      |          |
| Fasianidi    | Francolino di monte   | Tetrastes bonasia (Linneo, 1758)       |                        | A11       |          |
| Fasianidi    | Pernice bianca        | Lagopus muta (Montin, 1781)            |                        | A11       |          |
| Fasianidi    | Gallo cedrone         | Tetrao urogallus (Linneo, 1758)        |                        | A11       |          |
| Fasianidi    | Fagiano di monte      | Lyrurus tetrix (Linneo, 1758)          |                        | A11       |          |

### Anseriformi
| Famiglia | Nome comune         | Nome scientifico                              | Stato di conservazione | Cat. AERC | Immagine |
| -------- | ------------------- | --------------------------------------------- | ---------------------- | --------- | -------- |
| Anatidi  | Cigno nero          | Cygnus atratus (Latham, 1790)                 |                        | C11       |          |
| Anatidi  | Cigno reale         | Cygnus olor (Gmelin, 1789)                    |                        | AC11      |          |
| Anatidi  | Oca del Canada      | Branta canadensis (Linneo, 1758)              |                        | C11       |          |
| Anatidi  | Oca selvatica       | Anser anser (Linneo, 1758)                    |                        | AC11      |          |
| Anatidi  | Edredone comune     | Somateria mollissima (Linneo, 1758)           |                        | A11       |          |
| Anatidi  | Smergo maggiore     | Mergus merganser (Linneo, 1758)               |                        | A11       |          |
| Anatidi  | Oca egiziana        | Alopochen aegyptiaca (Linneo, 1766)           |                        | CD11      |          |
| Anatidi  | Volpoca             | Tadorna tadorna (Linneo, 1758)                |                        | AC11      |          |
| Anatidi  | Casarca             | Tadorna ferruginea (Pallas, 1764)             |                        | AC13      |          |
| Anatidi  | Anatra marmorizzata | Marmaronetta angustirostris (Menetries, 1832) |                        | A12       |          |
| Anatidi  | Fistione turco      | Netta rufina (Pallas, 1773)                   |                        | A11       |          |
| Anatidi  | Moriglione          | Aythya ferina (Linneo, 1758)                  |                        | AC11      |          |
| Anatidi  | Moretta tabaccata   | Aythya nyroca (Güldenstädt, 1770)             |                        | A11       |          |
| Anatidi  | Moretta             | Aythya fuligula (Linneo, 1758)                |                        | A11       |          |
| Anatidi  | Marzaiola           | Spatula querquedula (Linneo, 1758)            |                        | A11       |          |
| Anatidi  | Mestolone comune    | Spatula clypeata (Linneo, 1758)               |                        | A11       |          |
| Anatidi  | Canapiglia          | Mareca strepera (Linneo, 1758)                |                        | A11       |          |
| Anatidi  | Fischione           | Mareca penelope (Linneo, 1758)                |                        | A13       |          |
| Anatidi  | Germano reale       | Anas platyrhynchos (Linneo, 1758)             |                        | AC11      |          |
| Anatidi  | Codone              | Anas acuta (Linneo, 1758)                     |                        | A13       |          |
| Anatidi  | Alzavola            | Anas crecca (Linneo, 1758)                    |                        | A11       |          |

### Fenicopteriformi
| Famiglia           | Nome comune                                          | Nome scientifico                   | Stato di conservazione | Cat. AERC | Immagine |
| ------------------ | ---------------------------------------------------- | ---------------------------------- | ---------------------- | --------- | -------- |
| Phoenicopteridae   | Fenicottero rosa                                     | Phoenicopterus roseus Pallas, 1811 |                        | AC11      |          |
| Fenicottero minore | Phoeniconaias minor (E.Geoffroy Saint-Hilaire, 1798) |                                    | A12                    |           |          |

### Columbiformi
| Famiglia  | Nome comune         | Nome scientifico                            | Stato di conservazione | Cat. AERC | Immagine |
| --------- | ------------------- | ------------------------------------------- | ---------------------- | --------- | -------- |
| Columbidi | Colombo             | Columba livia Gmelin, 1789                  |                        | AC11      |          |
| Columbidi | Colombella          | Columba oenas (Linneo, 1758)                |                        | A11       |          |
| Columbidi | Colombaccio         | Columba palumbus (Linneo, 1758)             |                        | A11       |          |
| Columbidi | Tortora comune      | Streptopelia turtur (Linneo, 1758)          |                        | A11       |          |
| Columbidi | Tortora dal collare | Streptopelia decaocto (Frivaldszky, 1838)   |                        | AC11      |          |
| Columbidi | Tortora dalle palme | Spilopelia senegalensis (Frivaldszky, 1838) |                        | A11       |          |

### Caprimulgiformi
| Famiglia     | Nome comune      | Nome scientifico                     | Stato di conservazione | Cat. AERC | Immagine |
| ------------ | ---------------- | ------------------------------------ | ---------------------- | --------- | -------- |
| Caprimulgidi | Succiacapre      | Caprimulgus europaeus (Linneo, 1758) |                        | A11       |          |
| Apodidi      | Rondone maggiore | Tachymarptis melba (Linneo, 1758)    |                        | A11       |          |
| Apodidi      | Rondone pallido  | Apus pallidus (Shelley, 1870)        |                        | A11       |          |
| Apodidi      | Rondone          | Apus apus (Linneo, 1758)             |                        | A11       |          |

### Cuculiformi
| Famiglia | Nome comune       | Nome scientifico                   | Stato di conservazione | Cat. AERC | Immagine |
| -------- | ----------------- | ---------------------------------- | ---------------------- | --------- | -------- |
| Cuculidi | Cuculo dal ciuffo | Clamator glandarius (Linneo, 1758) |                        | A11       |          |
| Cuculidi | Cuculo            | Cuculus canorus (Linneo, 1758)     |                        | A11       |          |

### Gruiformi
| Famiglia                | Nome comune                        | Nome scientifico | Stato di conservazione | Cat. AERC | Immagine |
| ----------------------- | ---------------------------------- | ---------------- | ---------------------- | --------- | -------- |
| Rallidi                 |                                    |                  |                        |           |          |
| Porciglione eurasiatico | Rallus aquaticus (Linneo, 1758)    |                  | A11                    |           |          |
| Re di quaglie           | Crex crex (Linneo, 1758)           |                  | A11                    |           |          |
| Voltolino               | Porzana porzana (Linneo, 1766)     |                  | A12                    |           |          |
| Schiribilla eurasiatica | Porzana parva (Scopoli, 1769)      |                  | A12                    |           |          |
| Schiribilla grigiata    | Porzana pusilla (Pallas, 1776)     |                  | A13                    |           |          |
| Pollo sultano comune    | Porphyrio porphyrio (Linneo, 1758) |                  | AC11                   |           |          |
| Gallinella d'acqua      | Gallinula chloropus (Linneo, 1758) |                  | A11                    |           |          |
| Folaga comune           | Fulica atra (Linneo, 1758)         |                  | A11                    |           |          |

### Otidiformi
| Famiglia | Nome comune          | Nome scientifico             | Stato di conservazione | Cat. AERC | Immagine |
| -------- | -------------------- | ---------------------------- | ---------------------- | --------- | -------- |
| Otididi  | Gallinella prataiola | Tetrax tetrax (Linneo, 1758) |                        | A11       |          |

### Procellariformi
| Famiglia     | Nome comune                    | Nome scientifico                     | Stato di conservazione | Cat. AERC | Immagine |
| ------------ | ------------------------------ | ------------------------------------ | ---------------------- | --------- | -------- |
| Hydrobatidae | Uccello delle tempeste europeo | Hydrobates pelagicus (Linneo, 1758)  |                        | A11       |          |
| Procellaridi | Berta maggiore                 | Calonectris diomedea (Scopoli, 1769) |                        | A11       |          |
| Procellaridi | Berta minore mediterranea      | Puffinus yelkouan (Acerbi, 1827)     |                        | A11       |          |

### Ciconiformi
| Famiglia | Nome comune    | Nome scientifico               | Stato di conservazione | Cat. AERC | Immagine |
| -------- | -------------- | ------------------------------ | ---------------------- | --------- | -------- |
| Ciconidi | Cicogna nera   | Ciconia nigra (Linneo, 1758)   |                        | A11       |          |
| Ciconidi | Cicogna bianca | Ciconia ciconia (Linneo, 1758) |                        | AC11      |          |

### Pelecaniformi
| Famiglia        | Nome comune            | Nome scientifico                        | Stato di conservazione | Cat. AERC | Immagine |
| --------------- | ---------------------- | --------------------------------------- | ---------------------- | --------- | -------- |
| Treschiornitidi | Spatola bianca         | Platalea leucorodia (Linneo, 1758)      |                        | A11       |          |
| Treschiornitidi | Ibis sacro             | Threskiornis aethiopicus (Latham, 1790) |                        | C11       |          |
| Treschiornitidi | Mignattaio             | Plegadis falcinellus (Linnaeus, 1766    |                        | A11       |          |
| Ardeidi         | Tarabusto              | Botaurus stellaris (Linnaeus, 1758)     |                        | A11       |          |
| Ardeidi         | Tarabùsino             | Ixobrychus minutus (Linneo, 1766)       |                        | A11       |          |
| Ardeidi         | Nitticora              | Nycticorax nycticorax (Linneo, 1758)    |                        | A11       |          |
| Ardeidi         | Sgarza ciuffetto       | Ardeola ralloides (Scopoli, 1769)       |                        | A11       |          |
| Ardeidi         | Airone guardabuoi      | Bubulcus ibis (Linneo, 1758)            |                        | A11       |          |
| Ardeidi         | Airone cenerino        | Ardea cinerea (Linneo, 1758)            |                        | A11       |          |
| Ardeidi         | Airone rosso           | Ardea purpurea Linnaeus, 1766           |                        | A11       |          |
| Ardeidi         | Airone bianco maggiore | Ardea alba (Linneo, 1758)               |                        | A11       |          |
| Ardeidi         | Garzetta               | Egretta garzetta (Linneo, 1766)         |                        | A11       |          |

### Suliformi
| Famiglia        | Nome comune          | Nome scientifico                         | Stato di conservazione | Cat. AERC | Immagine |
| --------------- | -------------------- | ---------------------------------------- | ---------------------- | --------- | -------- |
| Sulidi          | Sula bassana         | Morus bassanus (Linneo, 1758)            |                        | A12       |          |
| Falacrocoracidi | Marangone minore     | Phalacrocorax pygmeus (Pallas, 1773)     |                        | A11       |          |
| Falacrocoracidi | Marangone dal ciuffo | Phalacrocorax aristotelis (Linneo, 1758) |                        | A11       |          |
| Falacrocoracidi | Cormorano comune     | Phalacrocorax carbo (Linneo, 1758)       |                        | A11       |          |

### Caradriiformi
| Famiglia         | Nome comune                | Nome scientifico                          | Stato di conservazione | Cat. AERC | Immagine |
| ---------------- | -------------------------- | ----------------------------------------- | ---------------------- | --------- | -------- |
| Burhinidae       | Occhione comune            | Burhinus oedicnemus (Linneo, 1758)        |                        | A11       |          |
| Haematopodidae   | Beccaccia di mare          | Haematopus ostralegus (Linneo, 1758)      |                        | A11       |          |
| Recurvirostridae | Avocetta comune            | Recurvirostra avosetta (Linneo, 1758)     |                        | A11       |          |
| Recurvirostridae | Cavaliere d'Italia         | Himantopus himantopus (Linneo, 1758)      |                        | A11       |          |
| Charadriidae     | Piviere tortolino          | Eudromias morinellus (Linneo, 1758)       |                        | A12       |          |
| Charadriidae     | Corriere piccolo           | Charadrius dubius Scopoli, 1786           |                        | A11       |          |
| Charadriidae     | Fratino                    | Charadrius alexandrinus (Linneo, 1758)    |                        | A11       |          |
| Charadriidae     | Pavoncella                 | Vanellus vanellus (Linneo, 1758)          |                        | A11       |          |
| Scolopacidae     | Chiurlo maggiore           | Numenius arquata (Linneo, 1758)           |                        | A13       |          |
| Scolopacidae     | Pittima reale              | Limosa limosa (Linneo, 1758)              |                        | A11       |          |
| Scolopacidae     | Beccaccia                  | Scolopax rusticola (Linneo, 1758)         |                        | A11       |          |
| Scolopacidae     | Beccacino                  | Gallinago gallinago (Linneo, 1758)        |                        | A12       |          |
| Scolopacidae     | Piro-piro piccolo          | Actitis hypoleucos (Linneo, 1758)         |                        | A11       |          |
| Scolopacidae     | Pettegola                  | Tringa totanus (Linneo, 1758)             |                        | A11       |          |
| Glareolidae      | Pernice di mare            | Glareola pratincola (Linneo, 1766)        |                        | A11       |          |
| Laridae          | Gabbiano roseo             | Chroicocephalus genei Brème, 1839         |                        | A11       |          |
| Laridae          | Gabbiano comune            | Larus ridibundus Linnaeus, 1766           |                        | A11       |          |
| Laridae          | Gabbiano corallino         | Ichthyaetus melanocephalus Temminck, 1820 |                        | A11       |          |
| Laridae          | Gabbiano corso             | Ichthyaetus audouinii Payraudeau, 1826    |                        | A11       |          |
| Laridae          | Gabbiano reale zampegialle | Larus michahellis J. F. Naumann, 1840     |                        | A11       |          |
| Laridae          | Fraticello                 | Sternula albifrons (Pallas, 1764)         |                        | A11       |          |
| Laridae          | Sterna zampenere           | Gelochelidon nilotica (Gmelin, 1789)      |                        | A11       |          |
| Laridae          | Sterna maggiore            | Hydroprogne caspia (Pallas, 1770)         |                        | A13       |          |
| Laridae          | Mignattino piombato        | Chlidonias hybrida (Pallas, 1811)         |                        | A11       |          |
| Laridae          | Mignattino alibianche      | Chlidonias leucopterus (Temminck, 1815)   |                        | A12       |          |
| Laridae          | Mignattino                 | Chlidonias niger (Linnaeus, 1758          |                        | A12       |          |
| Laridae          | Sterna comune              | Sterna hirundo (Linneo, 1758)             |                        | A11       |          |
| Laridae          | Sterna del Ruppel          | Thalasseus bengalensis (Lesson, 1831)     |                        | A13       |          |
| Laridae          | Beccapesci                 | Thalasseus sandvicensis (Latham, 1787)    |                        | A11       |          |

### Strigiformi
| Famiglia  | Nome comune         | Nome scientifico                     | Stato di conservazione | Cat. AERC | Immagine |
| --------- | ------------------- | ------------------------------------ | ---------------------- | --------- | -------- |
| Tytonidae | Barbagianni comune  | Tyto alba (Scopoli, 1769)            |                        | A11       |          |
| Strigidae | Civetta nana        | Glaucidium passerinum (Linneo, 1758) |                        | A11       |          |
| Strigidae | Civetta             | Athene noctua (Scopoli, 1769)        |                        | A11       |          |
| Strigidae | Civetta capogrosso  | Aegolius funereus (Scopoli, 1769)    |                        | A11       |          |
| Strigidae | Assiolo             | Otus scops (Linneo, 1758)            |                        | A11       |          |
| Strigidae | Gufo comune         | Asio otus (Linneo, 1758)             |                        | A11       |          |
| Strigidae | Allocco             | Strix aluco (Linneo, 1758)           |                        | A11       |          |
| Strigidae | Allocco degli Urali | Strix uralensis Pallas, 1771         |                        | A11       |          |
| Strigidae | Gufo reale          | Bubo bubo (Linneo, 1758)             |                        | A11       |          |

### Accipitriformi
| Famiglia    | Nome comune             | Nome scientifico                         | Stato di conservazione | Cat. AERC | Immagine |
| ----------- | ----------------------- | ---------------------------------------- | ---------------------- | --------- | -------- |
| Pandionidi  | Falco pescatore         | Pandion haliaetus (Linneo, 1758)         |                        | AC12      |          |
| Accipitridi | Pecchiaiolo occidentale | Pernis apivorus (Linneo, 1758)           |                        | A11       |          |
| Accipitridi | Avvoltoio barbuto       | Gypaetus barbatus (Linneo, 1758)         |                        | AC11      |          |
| Accipitridi | Capovaccaio             | Neophron percnopterus (Linneo, 1758)     |                        | A11       |          |
| Accipitridi | Biancone                | Circaetus gallicus (J. F. Gmelin, 1788)  |                        | A11       |          |
| Accipitridi | Grifone                 | Gyps fulvus (Hablizl, 1783)              |                        | AC11      |          |
| Accipitridi | Aquila reale            | Aquila chrysaetos (Linneo, 1758)         |                        | A11       |          |
| Accipitridi | Aquila di Bonelli       | Aquila fasciata Vieillot, 1822           |                        | A11       |          |
| Accipitridi | Aquila minore           | Hieraaetus pennatus (J. F. Gmelin, 1788) |                        | A13       |          |
| Accipitridi | Falco di palude         | Circus aeruginosus (Linneo, 1758)        |                        | A11       |          |
| Accipitridi | Albanella reale         | Circus cyaneus (Linneo, 1766)            |                        | A13       |          |
| Accipitridi | Albanella minore        | Circus pygargus (Linneo, 1758)           |                        | A11       |          |
| Accipitridi | Sparviere               | Accipiter nisus (Linneo, 1758)           |                        | A11       |          |
| Accipitridi | Astore                  | Accipiter gentilis (Linneo, 1758)        |                        | A11       |          |
| Accipitridi | Nibbio reale            | Milvus milvus (Linneo, 1758)             |                        | AC11      |          |
| Accipitridi | Nibbio bruno            | Milvus migrans (Boddaert, 1783)          |                        | A11       |          |
| Accipitridi | Poiana                  | Buteo buteo (Linneo, 1758)               |                        | A11       |          |
| Accipitridi | Poiana codabianca       | Buteo rufinus (Cretzschmar, 1829)        |                        | A13       |          |

### Bucerotiformi
| Famiglia | Nome comune | Nome scientifico           | Stato di conservazione | Cat. AERC | Immagine |
| -------- | ----------- | -------------------------- | ---------------------- | --------- | -------- |
| Upupidi  | Upupa       | Upupa epops (Linneo, 1758) |                        | A11       |          |

### Coraciformi
| Famiglia   | Nome comune      | Nome scientifico                 | Stato di conservazione | Cat. AERC | Immagine |
| ---------- | ---------------- | -------------------------------- | ---------------------- | --------- | -------- |
| Meropidi   | Gruccione        | Merops apiaster (Linneo, 1758)   |                        | A11       |          |
| Coracidi   | Ghiandaia marina | Coracias garrulus (Linneo, 1758) |                        | A11       |          |
| Alcedinidi | Martin pescatore | Alcedo atthis (Linneo, 1758)     |                        | A11       |          |

### Piciformi
| Famiglia | Nome comune            | Nome scientifico                       | Stato di conservazione | Cat. AERC | Immagine |
| -------- | ---------------------- | -------------------------------------- | ---------------------- | --------- | -------- |
| Picidi   | Torcicollo             | Jynx torquilla (Linneo, 1758)          |                        | A11       |          |
| Picidi   | Picchio cenerino       | Picus canus J. F. Gmelin, 1788         |                        | A11       |          |
| Picidi   | Picchio verde          | Picus viridis (Linneo, 1758)           |                        | A11       |          |
| Picidi   | Picchio nero           | Dryocopus martius (Linneo, 1758)       |                        | A11       |          |
| Picidi   | Picchio tridattilo     | Picoides tridactylus (Linneo, 1758)    |                        | A11       |          |
| Picidi   | Picchio rosso mezzano  | Dendrocoptes medius (Linneo, 1758)     |                        | A11       |          |
| Picidi   | Picchio rosso minore   | Dryobates minor (Linneo, 1758)         |                        | A11       |          |
| Picidi   | Picchio dorsobianco    | Dendrocopos leucotos (Bechstein, 1802) |                        | A11       |          |
| Picidi   | Picchio rosso maggiore | Dendrocopos major (Linneo, 1758)       |                        | A11       |          |

### Falconiformi
| Famiglia  | Nome comune           | Nome scientifico                 | Stato di conservazione | Cat. AERC | Immagine |
| --------- | --------------------- | -------------------------------- | ---------------------- | --------- | -------- |
| Falconidi | Grillaio              | Falco naumanni Fleischer, 1818   |                        | A11       |          |
| Falconidi | Gheppio               | Falco tinnunculus (Linneo, 1758) |                        | A11       |          |
| Falconidi | Falco cuculo          | Falco vespertinus Linnaeus, 1766 |                        | A11       |          |
| Falconidi | Falco della regina    | Falco eleonorae Gené, 1839       |                        | A11       |          |
| Falconidi | Lodolaio euroasiatico | Falco subbuteo (Linneo, 1758)    |                        | A11       |          |
| Falconidi | Lanario               | Falco biarmicus Temminck, 1825   |                        | A11       |          |
| Falconidi | Falco pellegrino      | Falco peregrinus Tunstall, 1771  |                        | A11       |          |

### Psittaciformi
| Famiglia   | Nome comune              | Nome scientifico                     | Stato di conservazione | Cat. AERC | Immagine |
| ---------- | ------------------------ | ------------------------------------ | ---------------------- | --------- | -------- |
| Psittacidi | Parrocchetto monaco      | Myiopsitta monachus (Boddaert, 1783) |                        | C11       |          |
| Psittacidi | Parrocchetto dal collare | Psittacula krameri (Scopoli, 1769)   |                        | C11       |          |

### Passeriformi
| Famiglia      | Nome comune                | Nome scientifico                             | Stato di conservazione | Cat. AERC | Immagine |
| ------------- | -------------------------- | -------------------------------------------- | ---------------------- | --------- | -------- |
| Oriolidi      | Rigogolo                   | Oriolus oriolus (Linneo, 1758)               |                        | A11       |          |
| Laniidi       | Averla piccola             | Lanius collurio (Linneo, 1758)               |                        | A11       |          |
| Laniidi       | Averla cenerina            | Lanius minor J. F. Gmelin, 1788              |                        | A11       |          |
| Laniidi       | Averla capirossa           | Lanius senator (Linneo, 1758)                |                        | A11       |          |
| Corvidi       | Gracchio corallino         | Pyrrhocorax pyrrhocorax (Linneo, 1758)       |                        | A11       |          |
| Corvidi       | Gracchio alpino            | Pyrrhocorax graculus (Linneo, 1766)          |                        | A11       |          |
| Corvidi       | Ghiandaia                  | Garrulus glandarius (Linneo, 1758)           |                        | A11       |          |
| Corvidi       | Gazza                      | Pica pica (Linneo, 1758)                     |                        | AC11      |          |
| Corvidi       | Nocciolaia                 | Nucifraga caryocatactes (Linneo, 1758)       |                        | A11       |          |
| Corvidi       | Taccola                    | Corvus monedula (Linneo, 1758)               |                        | A11       |          |
| Corvidi       | Corvo comune               | Corvus frugilegus (Linneo, 1758)             |                        | A13       |          |
| Corvidi       | Corvo imperiale            | Corvus corax (Linneo, 1758)                  |                        | A11       |          |
| Corvidi       | Cornacchia                 | Corvus corone (Linneo, 1758)                 |                        | A11       |          |
| Corvidi       | Cornacchia grigia          | Corvus cornix (Linneo, 1758)                 |                        | A11       |          |
| Paridi        | Cincia mora                | Periparus ater (Linneo, 1758)                |                        | A11       |          |
| Paridi        | Cincia dal ciuffo          | Lophophanes cristatus (Linneo, 1758)         |                        | A11       |          |
| Paridi        | Cincia bigia               | Poecile palustris (Linneo, 1758)             |                        | A11       |          |
| Paridi        | Cincia bigia alpestre      | Poecile montanus (Conrad, 1827)              |                        | A11       |          |
| Paridi        | Cinciarella                | Cyanistes caeruleus (Linneo, 1758)           |                        | A11       |          |
| Paridi        | Cinciarella di Tenerife    | Cyanistes teneriffae (Lesson, 1831)          |                        | A11       |          |
| Paridi        | Cianciallegra              | Parus major (Linneo, 1758)                   |                        | A11       |          |
| Remizidi      | Pendolino europeo          | Remiz pendulinus (Linneo, 1758)              |                        | A11       |          |
| Alaudidi      | Calandra                   | Melanocorypha calandra (Linneo, 1766)        |                        | A11       |          |
| Alaudidi      | Calandrella                | Calandrella brachydactyla (Leisler, 1814)    |                        | A11       |          |
| Alaudidi      | Tottavilla                 | Lullula arborea (Linneo, 1758)               |                        | A11       |          |
| Alaudidi      | Allodola                   | Alauda arvensis (Linneo, 1758)               |                        | A11       |          |
| Alaudidi      | Cappellaccia               | Galerida cristata (Linneo, 1758)             |                        | A11       |          |
| Panuridi      | Basettino                  | Panurus biarmicus (Linneo, 1758)             |                        | A11       |          |
| Cisticolidi   | Beccamoschino              | Cisticola juncidis (Rafinesque, 1810)        |                        | A11       |          |
| Acrocephalidi | Canapino                   | Hippolais polyglotta (Vieillot, 1817)        |                        | A11       |          |
| Acrocephalidi | Forapaglie castagnolo      | Acrocephalus melanopogon (Temminck, 1823)    |                        | A11       |          |
| Acrocephalidi | Forapaglie                 | Acrocephalus schoenobaenus (Linneo, 1758)    |                        | A11       |          |
| Acrocephalidi | Cannaiola verdognola       | Acrocephalus palustris (Bechstein, 1798)     |                        |           |          |
| Acrocephalidi | Cannaiola                  | Acrocephalus scirpaceus (Hermann, 1804)      |                        | A11       |          |
| Acrocephalidi | Cannareccione              | Acrocephalus arundinaceus (Linneo, 1758)     |                        | A11       |          |
| Locustellidi  | Salciaiola                 | Locustella luscinioides (Savi, 1824)         |                        | A11       |          |
| Hirundinidi   | Balestruccio               | Delichon urbicum (Linneo, 1758)              |                        | A11       |          |
| Hirundinidi   | Rondine rossiccia          | Cecropis daurica (Laxmann, 1769)             |                        | A11       |          |
| Hirundinidi   | Rondine                    | Hirundo rustica (Linneo, 1758)               |                        | A11       |          |
| Hirundinidi   | Rondine montana            | Ptyonoprogne rupestris (Scopoli, 1769)       |                        | A11       |          |
| Hirundinidi   | Topino                     | Riparia riparia (Linneo, 1758)               |                        | A11       |          |
| Filloscopidi  | Luì bianco                 | Phylloscopus bonelli (Vieillot, 1819)        |                        | A11       |          |
| Filloscopidi  | Luì verde                  | Phylloscopus sibilatrix (Bechstein, 1793)    |                        | A11       |          |
| Filloscopidi  | Luì piccolo                | Phylloscopus collybita (Vieillot, 1817)      |                        | A11       |          |
| Scotocercidi  | Usignolo di fiume          | Cettia cetti (Temminck, 1820)                |                        | A11       |          |
| Egitalidi     | Codibugnolo                | Aegithalos caudatus (Linneo, 1758)           |                        | A11       |          |
| Silvidi       | Capinera                   | Sylvia atricapilla (Linneo, 1758)            |                        | A11       |          |
| Silvidi       | Beccafico                  | Sylvia borin (Boddaert, 1783)                |                        | A11       |          |
| Silvidi       | Bigia padovana             | Sylvia nisoria (Bechstein, 1792)             |                        | A11       |          |
| Silvidi       | Bigia grossa               | Sylvia hortensis (J. F. Gmelin, 1789)        |                        | A11       |          |
| Silvidi       | Bigiarella                 | Sylvia curruca (Linneo, 1758)                |                        | A11       |          |
| Silvidi       | Occhiocotto                | Sylvia melanocephala (J. F. Gmelin, 1789)    |                        | A11       |          |
| Silvidi       | Sterpazzolina              | Sylvia cantillans (Pallas, 1764)             |                        | A11       |          |
| Silvidi       | Sterpazzolina di Moltoni   | Curruca subalpina (Temminck, 1820)           |                        | A11       |          |
| Silvidi       | Sterpazzola                | Sylvia communis Latham, 1787                 |                        | A11       |          |
| Silvidi       | Sterpazzola della Sardegna | Sylvia conspicillata Temminck, 1820          |                        | A11       |          |
| Silvidi       | Magnanina sarda            | Sylvia sarda Temminck, 1820                  |                        | A11       |          |
| Silvidi       | Magnanina                  | Sylvia undata (Boddaert, 1783)               |                        | A11       |          |
| Silvidi       | Panuro di Webb             | Sinosuthora webbiana (Gould, 1852)           |                        | C11       |          |
| Silvidi       | Panuro golacenerina        | Sinosuthora alphonsiana (J.P.Verreaux, 1871) |                        | C11       |          |
| Leiotrichidi  | Usignolo del Giappone      | Leiothrix lutea (Scopoli, 1786)              |                        | C11       |          |
| Certidi       | Rampichino comune          | Certhia brachydactyla C.L.Brehm, 1820        |                        | A11       |          |
| Certidi       | Rampichino alpestre        | Certhia familiaris (Linneo, 1758)            |                        | A11       |          |
| Sittidi       | Picchio muratore           | Sitta europaea (Linneo, 1758)                |                        | A11       |          |
| Sittidi       | Picchio muraiolo           | Tichodroma muraria (Linneo, 1766)            |                        | A11       |          |
| Trogloditidi  | Scricciolo comune          | Troglodytes troglodytes (Linneo, 1758)       |                        | A11       |          |
| Cinclidi      | Merlo acquaiolo            | Cinclus cinclus (Linneo, 1758)               |                        | A11       |          |
| Sturnidi      | Storno comune              | Sturnus vulgaris (Linneo, 1758)              |                        | A11       |          |
| Sturnidi      | Storno nero                | Sturnus unicolor Temminck, 1820              |                        | A11       |          |
| Sturnidi      | Storno roseo               | Pastor roseus (Linneo, 1758)                 |                        | A13       |          |
| Turdidi       | Tordela                    | Turdus viscivorus (Linneo, 1758)             |                        | A11       |          |
| Turdidi       | Tordo bottaccio            | Turdus philomelos C.L.Brehm, 1831            |                        | A11       |          |
| Turdidi       | Tordo sassello             | Turdus iliacus (Linneo, 1758)                |                        | A13       |          |
| Turdidi       | Merlo                      | Turdus merula (Linneo, 1758)                 |                        | A11       |          |
| Turdidi       | Cesena                     | Turdus pilaris (Linneo, 1758)                |                        | A11       |          |
| Turdidi       | Merlo dal collare          | Turdus torquatus (Linneo, 1758)              |                        | A11       |          |
| Muscicapidi   | Pigliamosche comune        | Muscicapa striata (Pallas, 1764)             |                        | A11       |          |
| Muscicapidi   | Pettirosso                 | Erithacus rubecula (Linneo, 1758)            |                        | A11       |          |
| Muscicapidi   | Pettazzurro                | Luscinia svecica (Linneo, 1758)              |                        | A12       |          |
| Muscicapidi   | Usignolo comune            | Luscinia megarhynchos (Brehm, 1831)          |                        | A11       |          |
| Muscicapidi   | Balia dal collare          | Ficedula albicollis (Temminck, 1815)         |                        | A11       |          |
| Muscicapidi   | Codirosso spazzacamino     | Phoenicurus ochruros (S.G.Gmelin, 1774)      |                        | A11       |          |
| Muscicapidi   | Codirosso                  | Phoenicurus phoenicurus (Linneo, 1758)       |                        | A11       |          |
| Muscicapidi   | Codirossone                | Monticola saxatilis (Linneo, 1766)           |                        | A11       |          |
| Muscicapidi   | Passero solitario          | Monticola solitarius (Linneo, 1758)          |                        | A11       |          |
| Muscicapidi   | Stiaccino                  | Saxicola rubetra (Linneo, 1758)              |                        | A11       |          |
| Muscicapidi   | Saltimpalo                 | Saxicola torquatus (Linneo, 1766)            |                        | A11       |          |
| Muscicapidi   | Culbianco                  | Oenanthe oenanthe (Linneo, 1758)             |                        | A11       |          |
| Muscicapidi   | Monachella                 | Oenanthe hispanica (Linneo, 1758)            |                        | A11       |          |
| Regulidi      | Regolo comune              | Regulus regulus (Linneo, 1758)               |                        | A11       |          |
| Regulidi      | Fiorrancino                | Regulus ignicapilla (Temminck, 1820)         |                        | A11       |          |
| Regulidi      | Sordone                    | Prunella collaris Scopoli, 1769              |                        | A11       |          |
| Regulidi      | Passera scopaiola          | Prunella modularis (Linneo, 1758)            |                        | A11       |          |
| Estrildidi    | Bengalino comune           | Amandava amandava (Linneo, 1758)             |                        | C11       |          |
| Passeridi     | Passera europea            | Passer domesticus (Linneo, 1758)             |                        | A11       |          |
| Passeridi     | Passera d'Italia           | Passer italiae (Vieillot, 1817)              |                        | A11       |          |
| Passeridi     | Passera sarda              | Passer hispaniolensis Temminck, 1820         |                        | A11       |          |
| Passeridi     | Passero mattugio           | Passer montanus (Linneo, 1758)               |                        | A11       |          |
| Passeridi     | Passera lagia              | Petronia petronia (Linneo, 1766)             |                        | A11       |          |
| Passeridi     | Fringuello alpino          | Montifringilla nivalis (Linneo, 1766)        |                        | A11       |          |
| Motacillidi   | Prispolone                 | Anthus trivialis (Linneo, 1758)              |                        | A11       |          |
| Motacillidi   | Prispola                   | Anthus pratensis (Linneo, 1758)              |                        | A13       |          |
| Motacillidi   | Spioncello                 | Anthus spinoletta (Linneo, 1758)             |                        | A11       |          |
| Motacillidi   | Calandro                   | Anthus campestris (Linneo, 1758)             |                        | A11       |          |
| Motacillidi   | Cutrettola                 | Motacilla flava (Linneo, 1758)               |                        | A11       |          |
| Motacillidi   | Ballerina gialla           | Motacilla cinerea Tunstall, 1771             |                        | A11       |          |
| Motacillidi   | Ballerina bianca           | Motacilla alba (Linneo, 1758)                |                        | A11       |          |
| Fringillidi   | Fringuello                 | Fringilla coelebs (Linneo, 1758)             |                        | A11       |          |
| Fringillidi   | Peppola                    | Fringilla montifringilla (Linneo, 1758)      |                        | A13       |          |
| Fringillidi   | Frosone comune             | Coccothraustes coccothraustes (Linneo, 1758) |                        | A11       |          |
| Fringillidi   | Ciuffolotto scarlatto      | Carpodacus erythrinus (Pallas, 1770)         |                        | A13       |          |
| Fringillidi   | Ciuffolotto                | Pyrrhula pyrrhula (Linneo, 1758)             |                        | A11       |          |
| Fringillidi   | Verdone comune             | Chloris chloris (Linneo, 1758)               |                        | A11       |          |
| Fringillidi   | Fanello                    | Linaria cannabina (Linneo, 1758)             |                        | A11       |          |
| Fringillidi   | Organetto                  | Acanthis flammea (Linneo, 1758)              |                        | A11       |          |
| Fringillidi   | Crociere comune            | Loxia curvirostra (Linneo, 1758)             |                        | A11       |          |
| Fringillidi   | Cardellino                 | Carduelis carduelis (Linneo, 1758)           |                        | A11       |          |
| Fringillidi   | Venturone alpino           | Carduelis citrinella (Pallas, 1764)          |                        | A11       |          |
| Fringillidi   | Venturone corso            | Carduelis corsicana (Koenig, 1899)           |                        | A11       |          |
| Fringillidi   | Verzellino                 | Serinus serinus Linnaeus, 1766               |                        | A11       |          |
| Fringillidi   | Lucherino                  | Spinus spinus (Linneo, 1758)                 |                        | A11       |          |
| Emberizidi    | Zigolo capinero            | Emberiza melanocephala Scopoli, 1769         |                        | A11       |          |
| Emberizidi    | Strillozzo                 | Emberiza calandra (Linneo, 1758)             |                        | A11       |          |
| Emberizidi    | Zigolo muciatto            | Emberiza cia Linnaeus, 1766                  |                        | A11       |          |
| Emberizidi    | Ortolano                   | Emberiza hortulana (Linneo, 1758)            |                        | A11       |          |
| Emberizidi    | Zigolo nero                | Emberiza cirlus Linnaeus, 1766               |                        | A11       |          |
| Emberizidi    | Zigolo giallo              | Emberiza citrinella (Linneo, 1758)           |                        | A11       |          |
| Emberizidi    | Migliariono di palude      | Emberiza schoeniclus (Linneo, 1758)          |                        | A11       |          |

## Categorie AERC
La Lista CISO-COI degli Uccelli italiani riporta uno specifico sistema di categorizzazione relativo all’origine della presenza delle specie, il loro status generale e riproduttivo nel territorio italiano. Tale sistema combina la classificazione primaria raccomandata dall’Association of European Records and Rarities Committees (AERC) con le categorie di status generale e status riproduttivo, individuati dalla Commissione per l’Avifauna Svizzera (CAvS) per la realizzazione della propria lista nazionale. La categoria è quindi composta da un codice alfanumerico in cui le lettere indicano la Categorie AERC, vera e propria indicante l'origine della presenza delle specie, il primo numero lo status generale e il secondo numero quello riproduttivo secondo le seguenti definizioni.
Le Categorie AERC sono:
- A - Specie di origine apparentemente selvatica, osservata almeno una volta a partire dal 1950;
- B - Specie di origine apparentemente selvatica, osservata almeno una volta tra il 1800 ed il 1949;
- C - Specie introdotta dall'uomo o sfuggita dalla cattività, che ha formato almeno una popolazione nidificante in grado di autosostenersi; la cat. C vale anche per individui giunti spontaneamente da popolazioni aventi le medesime caratteristiche, insediate al di fuori dell'Italia;
- D -  Specie di origine selvatica possibile ma non certa; la sua presenza può essere dovuta a fuga o immissione deliberata dalla cattività, a trasporto passivo ecc.; oppure specie che, per qualche motivo, non può essere inserita in una delle altre categorie
- E - Specie introdotta o sfuggita alla cattività, priva dei requisiti previsti per la categoria C;
- AC - Sspecie diffuse con popolazioni naturali e non, in stagioni o zone diverse;
- BD - Specie di cui sono state registrate presenze ritenute naturali prima del 1950 e solo di dubbia origine successivamente.

Le categorie di status generale sono:
- 1 - Regolare: presenza constatata in almeno 9 degli ultimi 10 anni.
- 2 - Irregolare: presenza constatata più di 10 volte e in almeno 6 anni dopo il 1950, ma in meno di 9 degli ultimi 10 anni.
- 3 - Accidentale: presenza constatata 1-10 volte o in 1-5 anni dopo il 1950.
- 4 - Storico: presenza constatata almeno una volta, ma non dopo il 1950.

Le categorie di status riproduttivo sono:
- 1 - Regolare: nidificazione accertata in almeno 9 degli ultimi 10 anni.
- 2 - Irregolare: nidificazione accertata in 4-8 degli ultimi 10 anni.
- 3 - Accidentale: nidificazione accertata solo in 1-3 degli ultimi 10 o più anni.
- 4 - Storico: nidificazione apparentemente regolare in un qualsiasi periodo, ma mai negli ultimi 10 anni.
- 0 - Specie per la quale mancano prove certe di nidificazione.

La presente lista riportando solo le specie che abbiano nidificato in Italia negli ultimi 10 anni presenta quindi solo le specie della Lisa CISO-COI che abbiano categoria di status generale e riproduttivo da 1 a 3 e categoria AERC che non sia B o BD.